# Meteor Ireland Music Awards
Die Meteor Ireland Music Awards (kurz The Meteors) sind ein Musikpreis, der Künstlern für ihre Erfolge in Irland und international verliehen wird. Sie wurden von 2001 bis 2010 jährlich verliehen und ersetzten die IRMA Ireland Music Awards.
Im Januar 2011 gaben die Organisatoren bekannt, dass die Verleihung in diesem Jahr nicht stattfinden werde, nachdem Meteor sein Sponsorship beendet hatte.

## Geschichte
Die Meteor Ireland Music Awards sind vergleichbar mit den Juno Awards in Kanada, den US Grammy Awards, den UK BRIT Awards und dem Echo in Deutschland. Sie sind nach ihrem Sponsor, der Meteor Mobile Communications Ltd., benannt.
Die jährliche Vergabefeier bestand aus einer Reihe von Liveauftritten sowie der eigentlichen Verleihung des Preises. Sie fand von 2001 bis 2007 im Point Theatre und von 2008 bis 2010 in der RDS Simmonscourt Konzerthalle in Dublin statt.
Die Laudatoren waren sowohl irische, als auf internationale Musiker, Sportler, Persönlichkeiten aus dem Film und Fernsehen, sowie Models, wie z. B. Joe Elliott, Denis Hickie, Colin Farrell, Alex Zane und Rosanna Davison. Eine Reihe unterschiedlicher Persönlichkeiten waren im Laufe der Zeit Gastgeber der Feier, darunter Ed Byrne, Patrick Kielty, Amanda Byram, die Puppen Podge und Rodge zusammen mit Deirdre O’Kane und Dara Ó Briain, welcher diese Rolle letzten drei Jahre ausübte.

## Preisträger
Einer Liste aller Preisträger kann auf der Meteor Website abgerufen werden.

### Irische Preise
| Jahr | Male           | Female         | Band        | Album                           | Live Performance | Pop Act  | New Act               | Lifetime Achievement Award |
| ---- | -------------- | -------------- | ----------- | ------------------------------- | ---------------- | -------- | --------------------- | -------------------------- |
| 2001 | Ronan Keating  | Sharon Shannon | U2          | All That You Can’t Leave Behind | U2               | Westlife | JJ72                  | Christy Moore              |
| 2002 | David Kitt     | Samantha Mumba | U2          | All That You Can’t Leave Behind | −                | Westlife | The Revs              | Paul McGuinness            |
| 2003 | Mundy          | Carly Hennessy | U2          | Skylarkin'                      | −                | Westlife | The Thrills           | Bob Geldof                 |
| 2004 | Paddy Casey    | Cara Dillon    | The Frames  | So Much for the City            | −                | Westlife | Future Kings of Spain | The Dubliners              |
| 2005 | Paddy Casey    | Juliet Turner  | Snow Patrol | Final Straw                     | −                | Westlife | The Chalets           | Aslan                      |
| 2006 | Damien Dempsey | Gemma Hayes    | U2          | How to Dismantle an Atomic Bomb | U2               | Westlife | Humanzi               | The Pogues                 |
| 2007 | Damien Dempsey | Luan Parle     | Snow Patrol | Eyes Open                       | Snow Patrol      | Westlife | Director              | Clannad                    |
| 2008 | Duke Special   | Cathy Davey    | Aslan       | Addicted to Company             | The Blizzards    | Westlife | −                     | The Saw Doctors            |
| 2009 | Mick Flannery  | Imelda May     | The Script  | The Script                      | The Blizzards    | Westlife | −                     | Sharon Shannon             |
| 2010 | Christy Moore  | Wallis Bird    | Snow Patrol | Tony Was An Ex-Con              | The Script       | Westlife | Amasis                | Brian Kennedy              |

### Internationale Preise
| Jahr | Male              | Female          | Band                     | Album                                         | Live Performance      |
| ---- | ----------------- | --------------- | ------------------------ | --------------------------------------------- | --------------------- |
| 2001 | David Gray        | Whitney Houston | −                        | White Ladder                                  | −                     |
| 2002 | Robbie Williams   | Dido            | Stereophonics            | Is This It                                    | Red Hot Chili Peppers |
| 2003 | Eminem            | Avril Lavigne   | Coldplay                 | By the Way                                    | Red Hot Chili Peppers |
| 2004 | Justin Timberlake | Beyoncé         | The Darkness             | Elephant                                      | Red Hot Chili Peppers |
| 2005 | Morrissey         | PJ Harvey       | Franz Ferdinand          | Franz Ferdinand                               | The Killers           |
| 2006 | Kanye West        | Gwen Stefani    | Kaiser Chiefs            | Employment                                    | −                     |
| 2007 | Justin Timberlake | Lily Allen      | Scissor Sisters          | Whatever People Say I Am, That’s What I’m Not | −                     |
| 2008 | Bruce Springsteen | Amy Winehouse   | Arcade Fire              | Neon Bible                                    | Muse                  |
| 2009 | James Morrison    | Duffy           | Elbow                    | Only by the Night                             | Leonard Cohen         |
| 2010 | Michael Bublé     | Lady Gaga       | Florence and the Machine | Sunny Side Up                                 | Leonard Cohen         |

## Veranstaltungen
| Jahr | Datum       | Veranstaltungsort     | Ausstrahlung (GMT) | Gastgeber                        | Industry Award     |
| ---- | ----------- | --------------------- | ------------------ | -------------------------------- | ------------------ |
| 2001 |             | Point Theatre, Dublin |                    |                                  | Louis Walsh        |
| 2002 |             | Point Theatre, Dublin |                    |                                  |                    |
| 2003 |             | Point Theatre, Dublin |                    | Dara Ó Briain                    | Phil Coulter       |
| 2004 | 1. März     | Point Theatre, Dublin | 3. März, 21:00     | Dara Ó Briain                    | Dave Fanning       |
| 2005 | 24. Februar | Point Theatre, Dublin |                    | Ed Byrne                         | John Hughes        |
| 2006 | 2. Februar  | Point Theatre, Dublin | 5. Februar, 21:00  | Patrick Kielty                   | Bill Whelan        |
| 2007 | 1. Februar  | Point Theatre, Dublin | 4. Februar, 21:00  | Deirdre O’Kane mit Podge & Rodge | Larry Gogan        |
| 2008 | 15. Februar | RDS, Dublin           | 16. Februar, 21:00 | Dara Ó Briain                    | Jim Aiken          |
| 2009 | 17. März    | RDS, Dublin           | 18. März, 21:00    | Amanda Byram                     | Niall Stokes       |
| 2010 | 19. Februar | RDS, Dublin           | 21. Februar, 21:00 | Amanda Byram                     | Henry Mountcharles |